# Sebastianisme

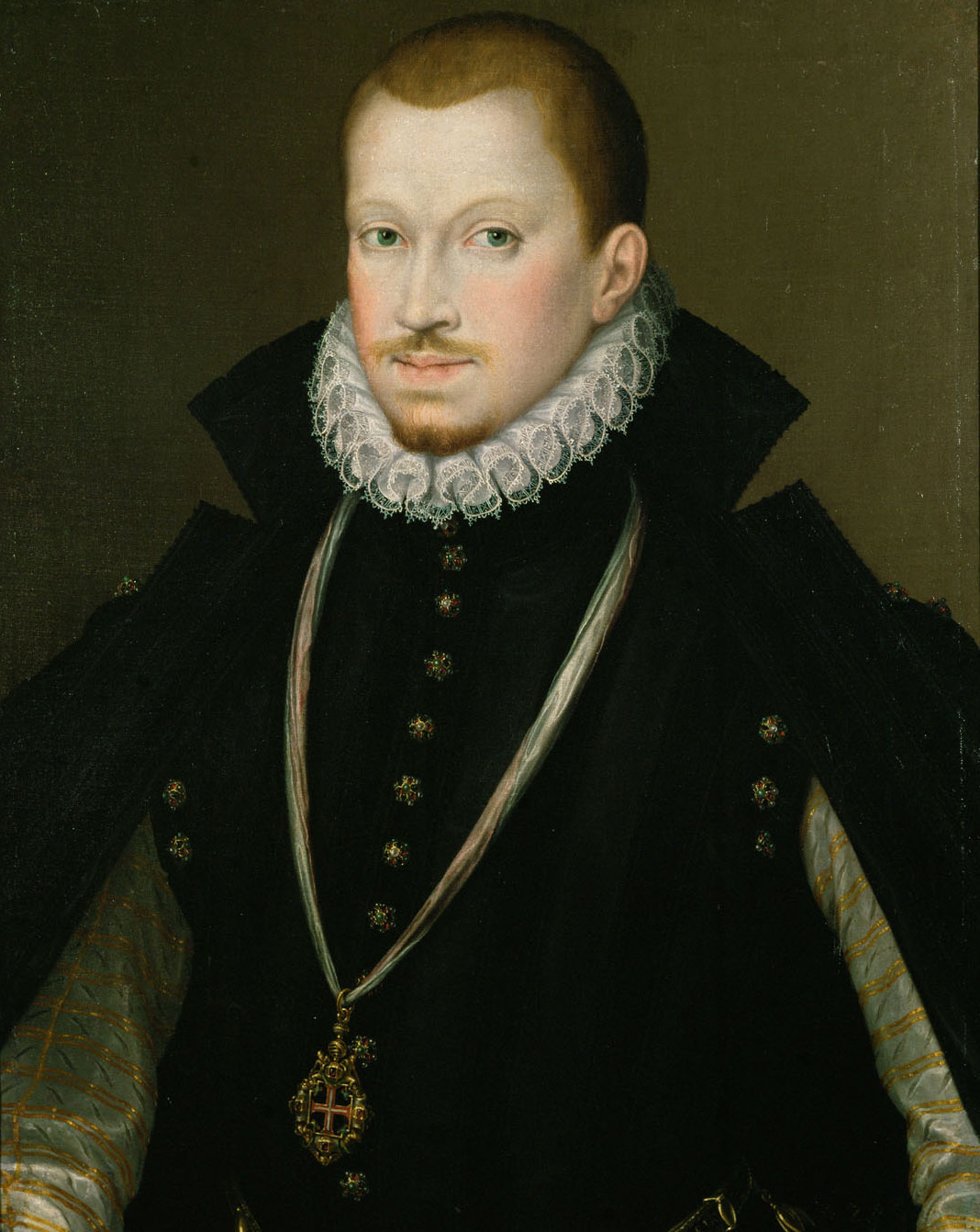
Sebastiaan I van Portugal

Sebastianisme is een deel van de Portugese mythologie en cultuur. Het sebastianisme had zijn oorsprong in het geloof van de lagere klassen in een betere wereld. Ze geloofden dat Sebastiaan I niet omgekomen was in Marokko bij Ksar-el-Kebir. De rondzwervende Sebastiaan zou uiteindelijk terugkeren naar Portugal om zijn rechten op de troon op te eisen. Hij zou, als een soort Messias, Portugal terug naar grootsheid en welvaart brengen.
De eerste en grootste golf van het sebastianisme verscheen tussen 1580 en 1600. De lagere klassen gaven hierdoor uiting aan hun ontevredenheid over het verlies van onafhankelijkheid aan Spanje en hun lage levensstandaard door de economische neergang. Door de terugkeer van Sebastiaan hoopten ze dat hun problemen opgelost zouden worden. De boeren kregen steun van de nieuwe Christenen, bekeerde joden, die vreesden voor een verharding van de inquisitie onder Filips I (= Filips II van Spanje). Bij de restauratie van de Portugese dynastie in 1640, zou de nieuwe koning Johan IV van Portugal, beloofd hebben dat, bij terugkeer van Sebastiaan, hij de troon zou overlaten aan Sebastiaan; zo diep zat de idee van terugkeer van Sebastiaan ingeworteld in Lissabon.
Het sebastianisme leeft tot op heden nog altijd voort in de Portugese literatuur en muziek. De fado, een muziekgenre die vorm geeft aan die nostalgische ideeën van verlangen en verdriet, is hier een goed voorbeeld van.